# Celadoniet

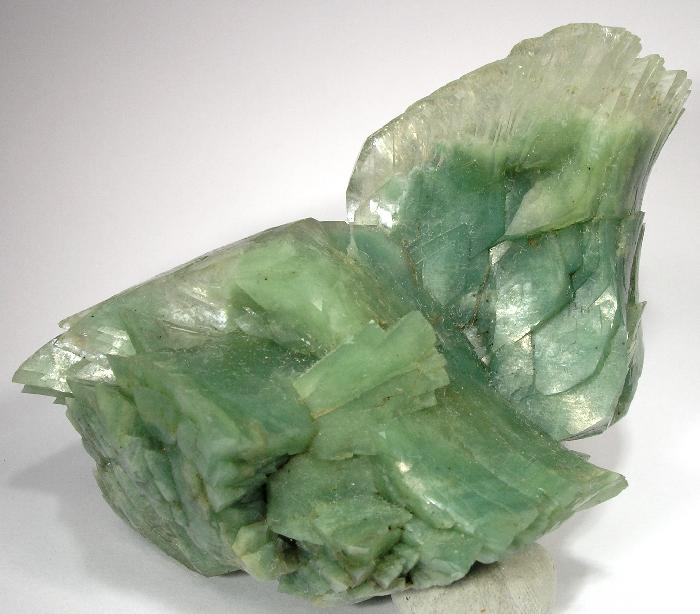
Celadoniet-heulandiet

Het mineraal celadoniet is een fyllosilicaat dat tot de micagroep behoort. Het bestaat uit kalium, ijzer in beide oxidatietoestanden, en aluminium en er komen twee hydroxidegroepen in voor. Het heeft molecuulformule K(Mg, Fe2+)(Fe3+,Al)[Si4O10](OH)2. De naam komt van het Franse celadon, dat zeegroen betekent. Het heeft een monoklien kristalstelsel en vormt meestal massieve kristalaggregaten in kleimassa's. Het is vrij zacht met een hardheid op de schaal van Mohs van 2 en het heeft een massadichtheid van 3 kg/l. Het mineraal komt typisch voor als grijsgroene tot blauwachtig groene massa's. Celadoniet in het mineraal heulandiet kan dat een groene kleur geven. Celadoniet werd voor het eerst in 1847 beschreven op de berg Baldo bij Verona in Italië. 

## Websites
- mindat.org. Celadonite.
- Celadonite Mineral Data.